# Relations entre Sainte-Lucie et l'Union européenne
Les relations entre Sainte-Lucie et l’Union européenne sont à la fois bilatérales et régionales, avec la Communauté d'États latino-américains et caraïbes et la Communauté caribéenne. De plus, Sainte-Lucie fait partie des pays ACP.

## Sources

## Compléments